# Doppio suicidio d'amore a Sonezaki
Doppio suicidio d'amore a Sonezaki (in giapponese 曾根崎心中?, Sonezaki Shinjū) è un'opera jōruri del drammaturgo giapponese Chikamatsu Monzaemon . Un doppio suicidio avvenuto il 22 maggio 1703 ispirò Chikamatsu a scrivere questo dramma, che fece il suo debutto il 20 giugno 1703. Chikamatsu aggiunse nuove scene nel revival del 1717, inclusa la punizione dell'antagonista. Doppio suicidio d'amore a Sonezaki riscosse una grande popolarità e contribuì a dare il via al futuro successo di Chikamatsu come drammaturgo. Solo nel primo anno dalla prima rappresentazione dell'opera, non meno di diciassette coppie si suicidarono. In effetti, il bakufu bandì le rappresentazioni shinjū di Chikamatsu nel 1722 a causa della popolarità del loro contenuto. Doppio suicidio d'amore a Sonezaki fu la prima "tragedia domestica" o "dramma domestico" (sewamono) di Chikamatsu e la sua prima opera che affrontava il tema del suicidio d'amore (shinjūmono). Fino a questo dramma, l'argomento comune per i jōruri erano i jidaimono o "rappresentazioni storiche", mentre le opere kabuki mostravano rappresentazioni domestiche. Doppio suicidio d'amore a Sonezaki si divide in tre scene, rappresentate nell'arco di un giorno e di una notte. I due personaggi centrali sono un venditore di olio di nome Tokubei e Ohatsu, la cortigiana che ama. C'è una scena iniziale che mostra Ohatsu in pellegrinaggio, che le rappresentazioni e le traduzioni spesso tralasciano. Questa commedia include anche un aspetto religioso che coinvolge il confucianesimo e il buddismo.

## Trama
Nella prima scena, Tokubei e un suo apprendista di nome Chozo visitano i clienti dell'azienda al Santuario Ikudama di Osaka. Consegnano la loro merce e raccolgono le fatture, quando Tokubei incontra Ohatsu. Manda via l'apprendista e parla con Ohatsu, che lo rimprovera per averla fatta preoccupare a causa di un errore di comunicazione. Commosso dalle sue lacrime, Tokubei le racconta i suoi guai. Tokubei lavora per suo zio nella sua azienda. L'onesta prestazione di Tokubei lo impressiona e, di conseguenza, vuole che Tokubei sposi la nipote di sua moglie. Poiché Tokubei ama Ohatsu, cerca di rifiutare educatamente. Lo zio continua a cercare di convincere Tokubei ad accettare l'incontro parlando segretamente con la matrigna di Tokubei. Ritorna al suo villaggio natale e prende le due kamme in dote fornite dallo zio. (Due kamme equivalgono a circa mille dollari).
Questo accordo rimane sconosciuto a Tokubei finché suo zio non cerca di costringerlo a sposarsi. Tokubei rende il suo rifiuto assoluto e questo fa arrabbiare suo zio. Licenzia Tokubei dall'azienda, chiede la restituzione dei due kamme (che Tokubei non ha) e dice che esilierà Tokubei da Osaka. Tokubei va al suo villaggio e, con l'aiuto degli abitanti del villaggio, strappa l'argento alla matrigna e torna a Osaka. Al suo ritorno, "Kuheiji il commerciante di olio", un caro amico, dice a Tokubei che ha bisogno di un prestito di due kamme altrimenti andrà in bancarotta. Poiché Tokubei non ha bisogno di restituire i due kamme fino a diversi giorni dopo che Kuheiji ha promesso di restituire il denaro, dà il prestito a Kuheiji.
Qui Tokubei finisce di raccontare gli eventi accaduti prima dell'inizio dello spettacolo. Appena finito, Kuheiji entra nel tempio con un gruppo di festanti. Tokubei coglie l'occasione per chiedere a Kuheiji di ripagare il prestito ormai scaduto, ma Kuheiji nega l'esistenza di tale debito. Quando Tokubei produce la cambiale che Kuheiji ha timbrato con il suo sigillo, Kuheiji lo liquida come un tentativo di estorsione, rivelando che prima di timbrare la cambiale, ha segnalato il sigillo come smarrito. Tokubei si rende conto dell'inganno di Kuheiji e lo attacca. Kuheiji e i suoi seguaci lo picchiano e la scena finisce con Ohatsu che corre via su un palanchino e Tokubei che se ne va sconfitto.
La seconda scena si svolge la sera nel luogo di lavoro di Ohatsu, la Temma House. Mentre Ohatsu sente altre due cortigiane spettegolare su Tokubei, vede Tokubei fuori e va da lui. Le racconta cosa è successo, ma la loro conversazione viene interrotta quando le persone chiamano Ohatsu per entrare. Lo fa travestire con i suoi vestiti e si unisce agli altri. Kuheiji arriva e diffonde la storia che Tokubei ha cercato di estorcergli dei soldi. Dopo che Kuheiji si è vantato di pensare che Tokubei sarà giustiziato, Ohatsu e Tokubei comunicano attraverso le mani e i piedi. Attraverso questo metodo, Ohatsu chiede se Tokubei desidera morire e lui segnala di farlo passandogli la caviglia attraverso la gola. Ohatsu afferma che anche lei desidera morire quando rimprovera Kuheiji quando sente la sua allusione al desiderio di morte di Tokubei. Kuheiji se ne va e cala la notte. La scena due termina con Tokubei e Ohatsu che sgattaiolano oltre il servitore addormentato a guardia dell'uscita.
La terza scena inizia con un dialogo poetico tra i due amanti. Il narratore inserisce il commento occasionale che prepara le scene del loro viaggio. Questa parte è considerata un michiyuki o un viaggio lirico. I due viaggiano da Dojima al "Bosco di Tenjin" (Tenjin è Sugawara no Michizane ) durante il dialogo. Tokubei e Ohatsu si imbattono in un albero insolito nel santuario di Sonezaki che ha sia un pino che una palma che crescono dallo stesso tronco. Decidono di fare di questo il luogo della loro morte e così Tokubei lega Ohatsu all'albero. Tokubei cerca di pugnalarle la gola con il rasoio ma fallisce le prime volte. Quando la colpisce alla gola, Tokubei si infila il rasoio in gola e i due muoiono insieme.

## L'importanza dell'ambientazione
La prima e seconda scena si svolgono a Osaka, mentre la terza scena si svolge da Dojima al santuario di Sonezaki. Tuttavia, la rappresentazione originale comprendeva una scena prima della prima scena, in cui gli spettatori vedono Ohatsu andare in pellegrinaggio ai templi di Kannon a Osaka. La prima tappa del pellegrinaggio era Tayuji, vicino al bosco di Sonezaki. Nel Buddismo, Kannon è una bodhisattva che aiuta le persone bisognose e l'obiettivo di chi è in pellegrinaggio è rinascere a Fudaraku (il paradiso di Kannon). Lo scopo dietro la scena rimane poco chiaro ed esistono opinioni divergenti. Un'opinione è che il pellegrinaggio di Ohatsu introduca un aspetto informale nell'opera perché la scena può essere divisa in un preludio e nel pellegrinaggio di Ohatsu. Un'altra opinione non è d'accordo, affermando che l'intera scena è un preludio all'opera. Poiché la scena inizia con versi di Tamura (un'opera teatrale Nō), la scena inizia come semi-formale. Questa modalità continua fino al pellegrinaggio di Ohatsu; il pellegrinaggio rende le scene informali attraverso le sue somiglianze con michiyuki. Un'ipotesi sostiene che questa scena colma il divario tra jidaimono e sewamono, perché il jidaimono presenta gli eroi e il divino, mentre il sewamono mostra le persone comuni. Un'altra teoria spiega che la scena mostra una differenza tra il vecchio e il nuovo jōruri, utilizzando i due diversi pellegrinaggi mostrati nel prologo e nella prima scena. Il pellegrinaggio del prologo mostra Ohatsu da sola mentre fa il suo pellegrinaggio mentre nella prima scena Ohatsu è con un cliente; il primo pellegrinaggio rappresenta un atto di fede mentre il secondo rappresenta un affare. Ciò allude al periodo Edo medievale e urbano del Giappone e l'argomentazione afferma che questo assomiglia al vecchio e al nuovo jōruri.

## Implicazioni religiose
Sebbene lo scopo del doppio suicidio in Doppio suicidio d'amore a Sonezaki possa mostrare il conflitto tra giri e ninjō, si può vedere un conflitto più profondo tra l'etica confuciana e il Buddismo della Terra Pura. Il giri è un obbligo sociale mentre il ninjō è passione o emozione. Studiosi occidentali come Donald Keene sostengono che lo shinjū si basa su una prospettiva confuciana e sul conflitto tra giri e ninjō. Inoltre, altri studiosi vedono l'influenza buddista della Terra Pura come secondaria in questa commedia e vedono lo shinjū come una presa in giro dei principi buddisti. Una teoria afferma che lo shinjū riscatta i personaggi del loro passato attraverso il loro atto finale e la speranza amidista di stare insieme dopo la morte (nel Buddismo della Terra Pura, il bodhisattva Amida trasporta le persone nel paradiso occidentale dopo la morte); Tokubei raggiunge questo obiettivo in michiyuki quando recita il nembutsu (una preghiera al bodhisattva Amida affinché vada nel Paradiso Occidentale dopo la morte). Heine sottolinea che i personaggi nelle opere shinjū vengono rifiutati dalla struttura sociale (giri) e dal mondo fluttuante anti-struttura (ninjō) e vengono liberati da questo solo attraverso la salvezza tramite lo shinjū. Lo shinjū potrebbe non riguardare la vittoria del ninjō sui giri, ma trascendere il loro conflitto attraverso il suicidio. Il michiyuki può simboleggiare la trasformazione di Tokubei e Ohatsu attraverso il suo rapporto con le tradizioni buddiste come i pellegrinaggi Yamabushi. Durante i pellegrinaggi yamabushi, ci si recava a un santuario e veniva purificato; questo allude alla purificazione di Tokubei e Ohatsu. L'idea buddista di impermanenza mostrata nello shinjū può essere contrapposta all'etica confuciana. Nella scena finale, Tokubei è infastidito perché non ha ripagato suo zio e dice che continuerà anche dopo la sua morte, e l'idea buddista del karma afferma che le azioni superano i limiti del tempo. Il michiyuki collega il giri confuciano con il mujo buddista (impermanenza) perché Tokubei e Ohatsu sono convinti di sottoporsi allo shinjū nella speranza di andare nel paradiso occidentale.

## Nakamura Ganjiro III e adattamenti kabuki
Mentre Chikamatsu scrisse Doppio suicidio d'amore a Sonezaki come un'opera jōruri, esistono sia la versione bunraku che quella kabuki. Il teatro bunraku usa marionette, mentre il kabuki usa attori conosciuti come onnagata per tutti i ruoli. Un onnagata, Nakamura Ganjiro III, è un tesoro nazionale vivente giapponese (un'alta onorificenza conferita agli artisti da un governo)  e ha interpretato il ruolo di Ohatsu più di 1225 volte secondo una recensione teatrale del 2006. In questa rappresentazione, l'abito di Nakamura Ganjiro III consisteva in un kimono a strati viola e marrone con un obi dorato e nero. La scenografia includeva una passerella hanamichi che tagliava la sezione dell'orchestra. L'illuminazione è stata progettata per rappresentare la differenza oraria in ogni scena. Narratori, cantanti e suonatori di shamisen hanno accompagnato lo spettacolo.  In una recensione del 2001, Klett afferma che nella seconda scena in cui Ohatsu difende Tokubei, Ganjiro parla lentamente in modo agonizzante ed è accompagnato da un tamburo e una chitarra dai musicisti sul palco. Il set di questa performance è cambiato a seconda dell'atto. Al santuario di Ikudama, il set comprende fiori viola appesi, alberi, erba e tende rosse. Nel secondo atto, il set aveva lanterne sospese e pareti rivestite di pannelli per assomigliare al bordello. A differenza dell'interpretazione del 2006, Ohatsu indossava un kimono bianco. Nella recensione del 2006 e del 2001, il figlio di Ganjiro, Nakamura Kanjaku V, ha interpretato la parte di Tokubei continuando una tradizione di famiglia; Anche Nakamura Ganjiro III ha recitato al fianco di suo padre. Nakamura Ganjiro III ha fondato la Chikamatsu-za (un'organizzazione teatrale) nel 1981 per rappresentare e celebrare con precisione le opere di Chikamatsu.

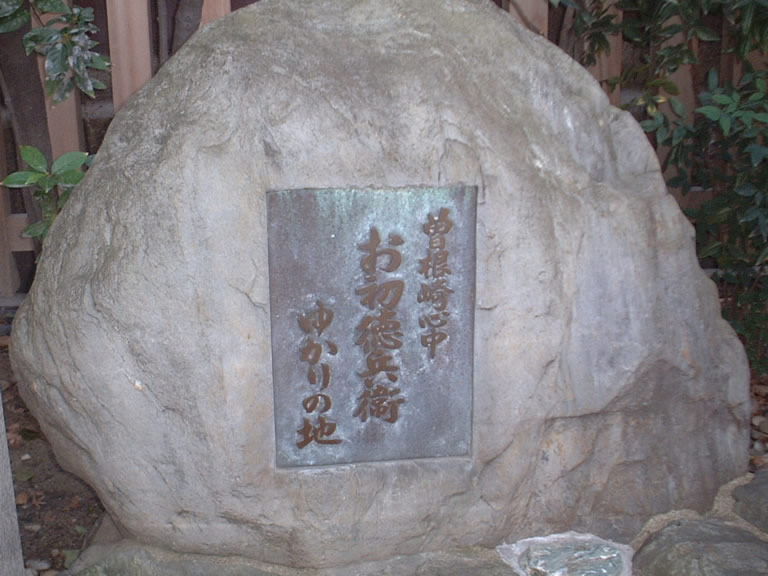
Un memoriale

## Adattamenti
Sono stati realizzati diversi adattamenti cinematografici della storia, incluso un film del 1978 e un film del 1981 con le marionette Bunraku. Il Santuario Tsuyunoten a Osaka, comunemente chiamato "Ohatsu Tenjin", ospita un monumento commemorativo in pietra e una statua in bronzo di Ohatsu e Tokubei.
Un adattamento manga di Kawashita Mizuki, intitolato "Sonezaki Shinjuu", racconta la storia in modo positivo.